# شهرك مملح (مقاطعة دهلران)
شهرك مملح (بالفارسية: شهرک مملح) هي قرية تقع في قسم دشت عباس الريفي (مقاطعة دهلران) في إيران. يقدر عدد سكانها بـ 547 نسمة بحسب إحصاء 2016.